# Mapledurham Watermill
Koordinaten: 51° 29′ 10″ N, 1° 2′ 13,7″ W

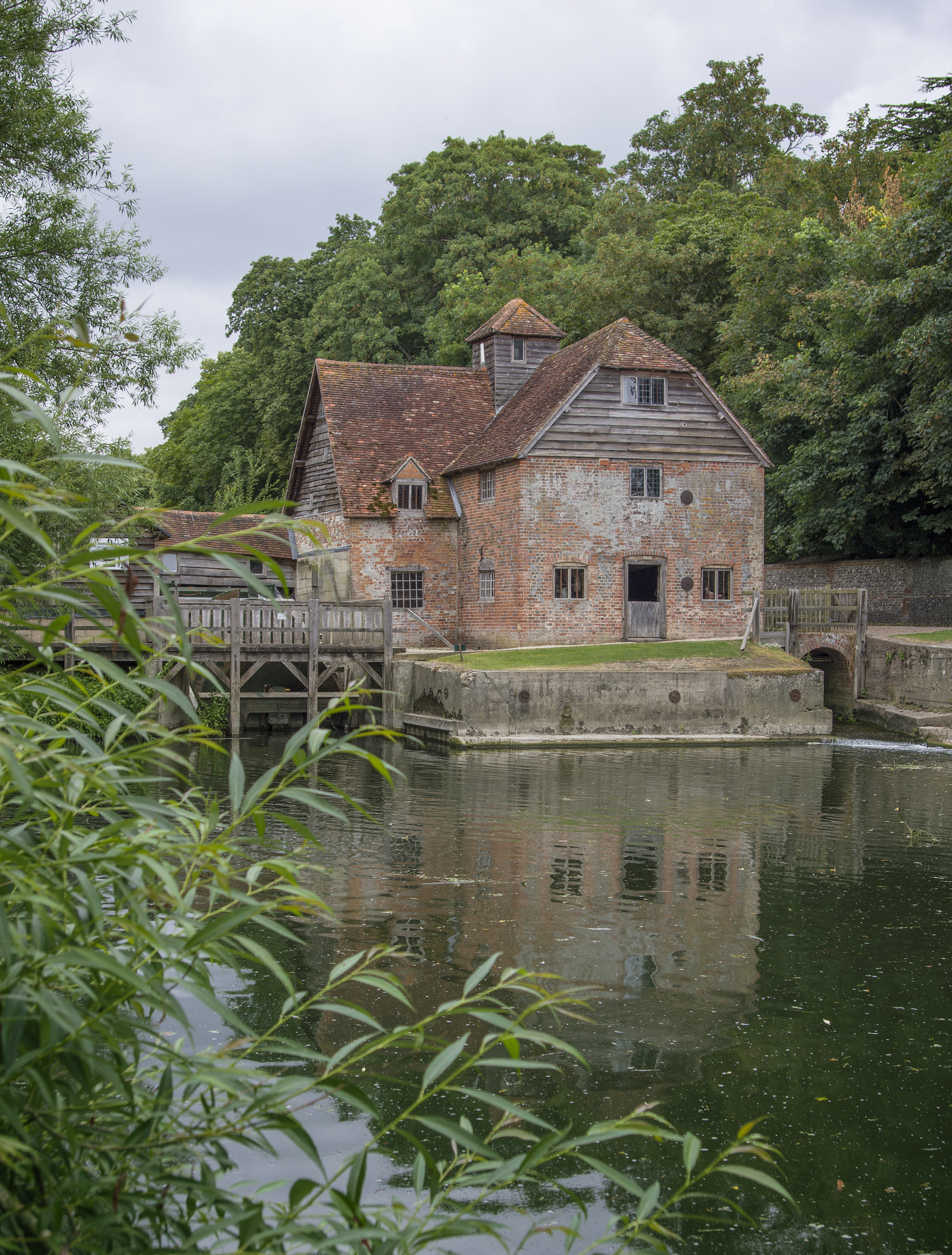
Die Wassermühle von
Mapledurham House aus

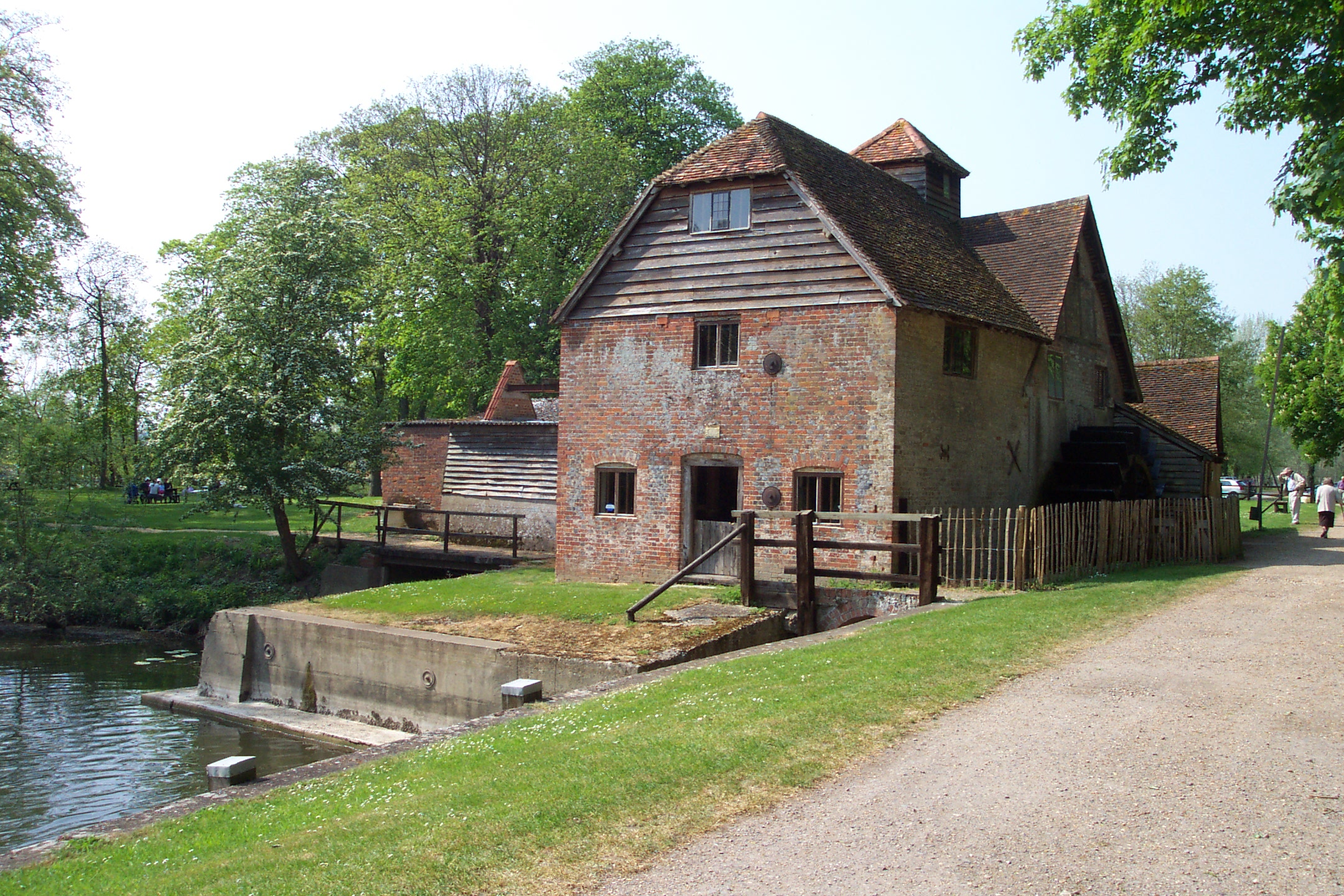
Die Wassermühle von der Straße aus gesehen

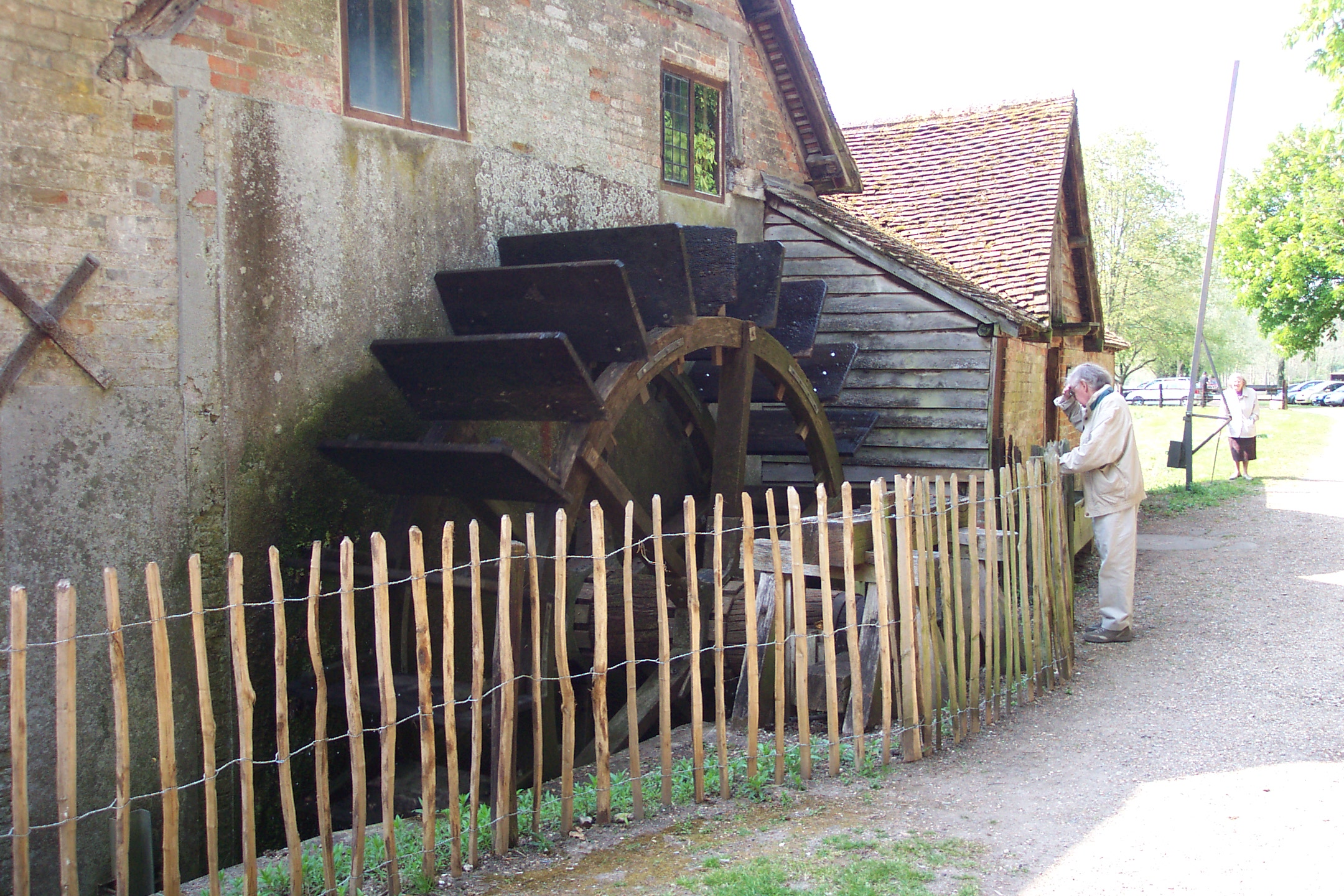
Das Wasserrad

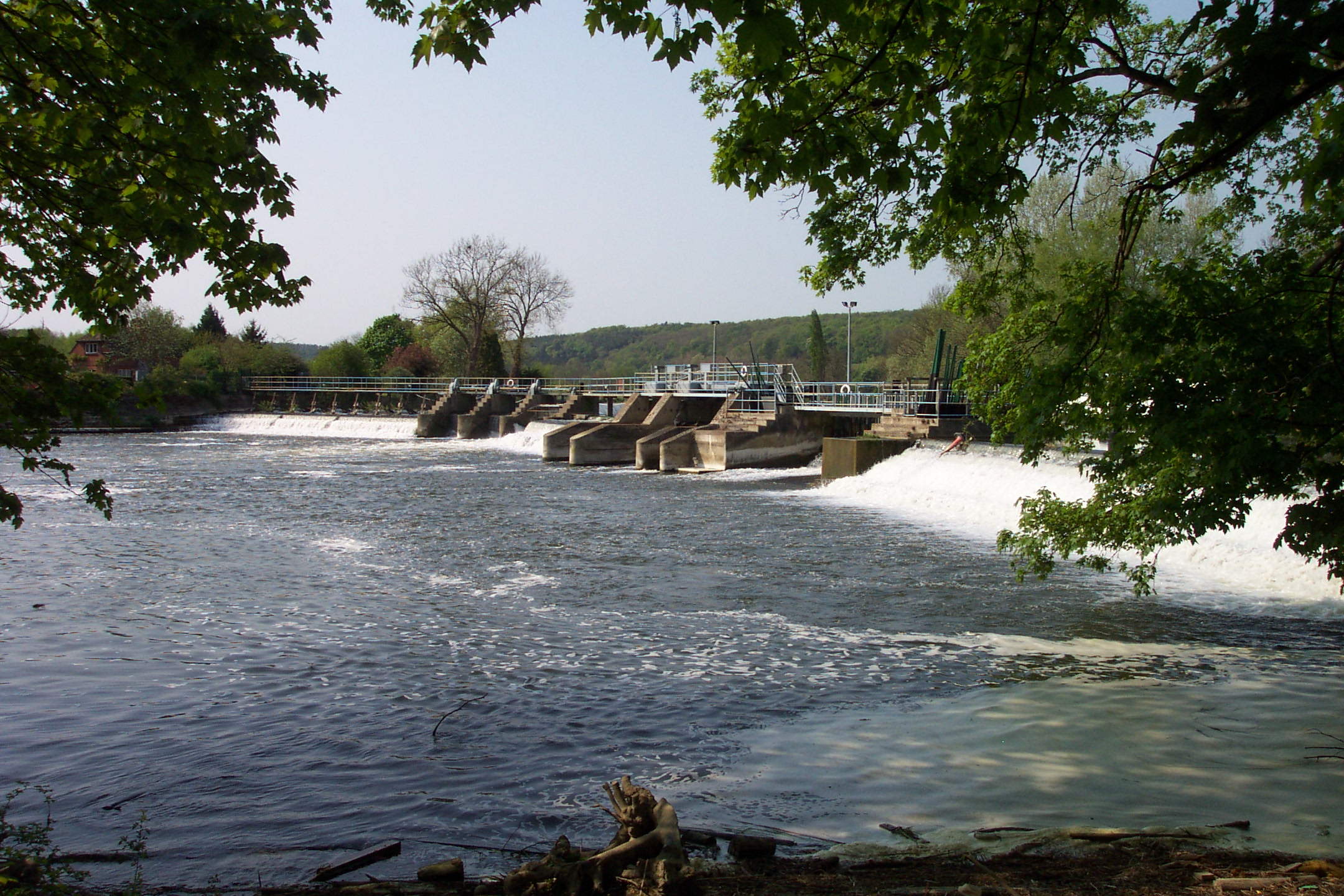
Das Wehr in der Themse, das für den Wasserstau sorgt

Mapledurham Watermill ist eine Wassermühle bei Mapledurham in Oxfordshire. Die Mühle wird durch Wasser angetrieben, das durch das Wehr in der Themse an der Schleuse Mapledurham Lock gestaut wird und ist noch voll funktionsfähig.

## Geschichte
Eine Mühle gab es bei Mapledurham bereits zur Zeit des Domesday Book. Der mittlere Teil des gegenwärtigen Gebäudes geht auf das 15. Jh. zurück. Ursprünglich hatte die Wassermühle nur ein Wasserrad auf der Flussseite. Die Mühle wurde in den 1670er Jahren erweitert und eine Umleitung wurde angelegt, um ein Rad auf der Dorfseite der Mühle anzubringen. Dieses zweite Rad wird heute noch benutzt.
1690 wurde die Mühle für 60 £ im Jahr an James Web verpachtet. Um 1700 erweiterte er die Mühle, um Vorrichtungen einzubauen, die es ihm erlaubten, das feine Mehl, das damals beliebt war zu produzieren. Sein Sohn Daniel Webb übernahm die Mühle 1726 für eine Pacht von 100 £ pro Jahr. Thomas Atrum übernahm die Mühle im Jahr 1747 für 150 £. Die Pacht wurde auf 205 £ im Jahr 1776 erhöht. 1777 wurde eine Scheune auf der Mühleninsel errichtet und ein Kai wurde gebaut, um es der Mühle zu ermöglichen London mit einem Boot zu versorgen. Allerdings ging Thomas Atrum 1784 bankrott.
Die Mühle wurde weiter betrieben und 1823 gab es Pläne, die Mühle umzubauen. Das Aufkommen billigen Mehls aus Nord-Amerika beeinträchtige das Geschäft der Mühle, aber sie wurde bis nach dem Zweiten Weltkrieg kommerziell betrieben. In den 1980er Jahren wurde sie restauriert und wieder in Betrieb genommen.

## Besichtigungsmöglichkeiten
Die Mühle liegt auf dem Gelände von Mapledurham House und ist wie das Haus von April bis September an Wochenenden und Feiertagen geöffnet. Die Mühle ist normalerweise an Besuchstagen offen und Besuchern sind beide Stockwerke der Mühle zugänglich, wo sie den Betrieb der Mühle erleben können.
Die Besichtigung ist kostenpflichtig. Das Gelände ist von Mapledurham aus auf der Straße zu erreichen und an Öffnungstagen gibt es eine Bootsverbindung von der Thameside Promenade in Reading.

## Auftreten in den Medien
Die Mühle ist auf dem Cover des Debütalbums der Heavy-Metal-Band Black Sabbath zu sehen. Bis heute rührt daher der größte Teil ihrer Bekanntheit.
Die Mühle war auch ein Schauplatz in dem Film Der Adler ist gelandet. Die Mühle ist von entscheidender Bedeutung in dem Film, da ein als polnischer Soldat verkleideter deutscher Fallschirmjäger dort ein einheimisches Mädchen rettet, was zur Enttarnung der Gruppe führt. Ebenso erscheint die Mühle in den Episoden Grab des Grauens (Originaltitel: The Fisher King, Staffel 7, Episode 3) in der britischen Krimiserie Inspector Barnaby  und bei Inspektor Morse, Mordkommission Oxford in der Episode The Day of The Devil (Staffel 7, Episode 3).